# Suilly-la-Tour
Suilly-la-Tour település Franciaországban, Nièvre megyében. Lakosainak száma 575 fő (2022. január 1.). Suilly-la-Tour Saint-Martin-sur-Nohain, Vielmanay, Donzy, Garchy, Sainte-Colombe-des-Bois és Saint-Quentin-sur-Nohain községekkel határos.

## Népesség
A település népessége az elmúlt években az alábbi módon változott:
| Lakosok száma | 640  | 613  | 614  | 600  | 597  | 596  | 589  | 582  | 575  |
|               | 2013 | 2015 | 2016 | 2017 | 2018 | 2019 | 2020 | 2021 | 2022 |